# Gladite
La gladite è un minerale.

## Abito cristallino
Alcuni massi di Serizzo comparsi tra i detriti della Val Sissone dopo l'alluvione del luglio 1987 sono solcati da vene quarzose che includono aggregati fittamente striati di colore grigio piombo e viva lucentezza metallica, insieme con molibdenite e calcopirite. Le analisi compiute da N.Meisser presso l'Università di Losanna hanno consentito di accertare che questi aggregati sono costituiti da una alternanza di livelli a gladite e di livelli a pekoite. Tra i due sono interposti granuli metallici bianco stagno di 10x10 micron di tetradimite.